# N.S.V. Carolus Magnus
De Nijmeegse Studentenvereniging Carolus Magnus ('N.S.V. Carolus Magnus', 'Carolus Magnus', in de wandelgangen ook 'Carolus' genoemd) is een gemengde, traditionele Nederlandse studentenvereniging in Nijmegen gedateerd vanaf 1 februari 1928, maar in haar huidige vorm pas ontstaan op 26 april 1972. Carolus Magnus ontleent haar naam aan Karel de Grote en telt thans ruim 600 leden, die Carolingers worden genoemd.

## Algemeen
Carolus Magnus ontplooit alle activiteiten die bij een traditionele studentenvereniging horen. Naast de gebruikelijke gala's, een almanak, tientallen feesten, commissies en recepties zijn er:
- Sportverenigingen (één mannen hockeyteam en één mannen voetbalteam)
- Streekgenootschappen (onder andere Het Twentsche Ros en d'n Dulfkes)
- Culturele onderverenigingen (onder andere het Roomsch Katholiek Mannenkoor, de Kroegband, Den Paerschen Lip, Q.A.T.T.E.C.W.E.A.T.D.)
- Studentenweerbaarheid (de Nijmeegsche Studenten Schiet Vereeniging 'Het Vendel')

De sociëteit van de vereniging, ook wel "De Kroeg" genoemd, is gevestigd aan de Hertogstraat 141 te Nijmegen en is elke avond geopend voor haar leden. Daarnaast is een deel van de sociëteit op vrijdagavond ook toegankelijk voor studenten uit het hele land met een HBO/WO-pas.
In het najaar van 2009 zag het ernaar uit dat Carolus Magnus een huurverhoging niet wilde betalen en dat ze per augustus 2010 uit het pand zou vertrekken. Uiteindelijk ging het bestuur op 14 juni 2010 toch overstag en tekende men het nieuwe contract.

## Geschiedenis
De N.S.V. Carolus Magnus laat haar eigen geschiedenis beginnen bij de oprichting van de S.S.N. Roland in 1928. De S.V.N. de Meisjesclub (odz: "Lumen Ducet") werd een jaar later opgericht in 1929. Deze twee verenigingen waren beiden onderdeel van het in 1923 opgerichte Nijmeegsch Studenten Corps Carolus Magnus (odz: "Enisus arces attigit igneas" - vertaald uit het Latijn: Strijdend veroverde hij de lichtende burchten), het N.S.C.

### Koepel
Na jaren van discussiëren en fondsen werven wordt in 1923 de eerste Katholieke Universiteit in Nederland geopend. Uit vele gegoede katholieke families waren al studerende jongelui naar Nijmegen gehaald om de verwezenlijking van de katholieke volwassenwording gestalte te geven. Deze studenten waren zonder uitzondering lid geweest van een studentencorps, of via katholieke onder-verenigingen verbonden aan het corps in hun stad. Een eerste logische stap voor de studenten was dan ook om in Nijmegen een vereniging op te zetten. Met steun van de Rooms-Katholieke Kerk en de universiteit, die dit beide meer als controlemiddel over de studenten zagen dan als noodzaak, werd meegeholpen aan de oprichting van het Nijmeegsch Studenten Corps Carolus Magnus. Het N.S.C. verzorgde de ontgroeningen van de nieuwe studenten, richtte onder haar auspiciën (facultaire) studentenverenigingen op zoals de Juridische Faculteitsvereniging (1927).
Na de Tweede Wereldoorlog werd het N.S.C. het overkoepelend orgaan voor alle studentenorganisaties in Nijmegen, van welk overkoepelend orgaan elke Nijmeegse student automatisch lid werd bij inschrijving aan de Katholieke Universiteit; daarvoor hoefde geen ontgroening gelopen te worden. Onder die koepel ressorteerden twee aparte studentenverenigingen die een sociëteit bezaten: de S.S.N. Roland (voor mannelijke studenten) en de S.V.N. 'de Meisjesclub'. Voor deze beide verenigingen moest echter wel een ontgroening worden gelopen. Er bestond dus een scheiding tussen het Corps, het N.S.C. als een soort administratief lichaam, en de twee praktiserende sociëteiten. Niettemin streefde de Senaat van het Corps naar erkenning door de A.S.V., waarvoor dan ook verscheidene activiteiten zijn ondernomen.

### Rooms-katholiek

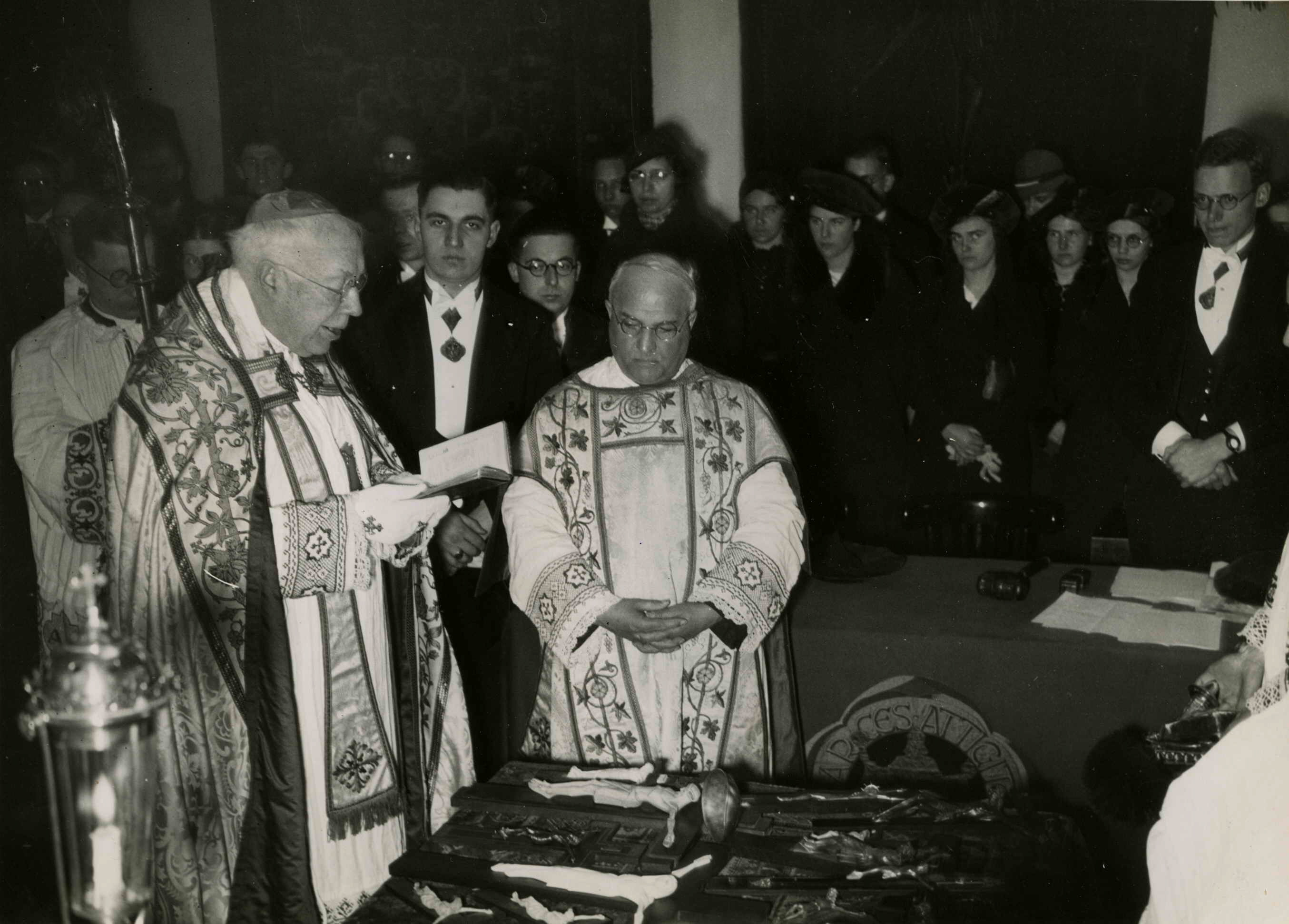
Nijmeegsch Studenten Corps Carolus Magnus / Sociëtas Studiosorum Noviomagensis. Inzegening van de kruisbeelden in de grote zaal door mgr. A.F. Diepen, bisschop van 's-Hertogenbosch, bij gelegenheid van de opening van het (vernieuwde) Corpsgebouw

In het begin werd het N.S.C. sterk gecontroleerd door de Rooms-Katholieke Kerk. Dit leidde dan ook vaak tot spanningen tussen Kerk en Universiteit enerzijds en het N.S.C. anderzijds. De eerste studenten in Nijmegen kwamen van het Delftsch Studenten Corps, het Utrechtsch Studenten Corps en ASC/AVSV, en moesten niets hebben van het vrome leven dat van hen verwacht werd. In de loop van jaren werd de relatie beter, maar een zekere spanning zou lang aanwezig blijven.
Het N.S.C. exploiteerde vanaf haar oprichting een pand aan de Oranjesingel nr. 42, tegenwoordig O'42, een ruimte waar vandaag de dag cultureel gerelateerde studentenactiviteiten plaatsvinden. In het pand aan de Oranjesingel waren 15 man personeel aanwezig, variërend van koks tot schoonmakers, garderobepersoneel en obers. Vanaf het begin werd er ook een volwaardige keuken met restaurant geëxploiteerd. Het N.S.C. zou hier tot na de Tweede Wereldoorlog gehuisvest zijn. Na de Tweede Wereldoorlog werden de exploitatiekosten te hoog, mede door teruglopende ledenaantallen, een zich sterk veranderende instelling bij de Nijmeegse studenten en het zich veranderende universitaire klimaat.

### Sociëteit Roland
Dat niet alleen het Corps drijvende kracht was achter het stichten van studentenverenigingen blijkt uit de oprichting van de Societas Studiosorum Noviomagensium 'Roland'  in 1928. Verschillende stemmen gingen vanaf begin in 1924 al op om een studentensociëteit naar Delfts (DSS Phoenix) of Utrechts (PhRM) voorbeeld te beginnen. Het N.S.C. is echter nooit door de A.S.V. erkend als studentencorps en de sociëteit zoals deze vanuit het N.S.C. werd gewenst is er nooit gekomen.
Drie disputen besloten hierop zelf een sociëteit te beginnen, los van het corps, zodat de kerk hier minder invloed op zou hebben. In 1924 was deze sociëteit een feit en werden de eerste eigen ontgroeningen georganiseerd. Het groeiende ledenaantal en het enthousiasme waarmee de leden de sociëteit uit de grond hadden gestampt liet de kerk geen andere keus dan in 1928 eindelijk haar zegen en erkenning te geven aan de oprichting van S.S.N. Roland. Als oprichtingsdatum wordt 1 februari 1928 aangehouden. De eerste vergadering vond echter een aantal maanden eerder plaats, namelijk eind oktober 1927, na de groentijd van de sociëteit. De eerste praeses was J.A. Bremer, later notaris te Houten.

### Tweede Wereldoorlog
In de meidagen van 1940 sneuvelde een aantal leden voor het vaderland; onder andere op de Grebbeberg (onder anderen Mr. M.A. Mignot en Mr. C.J. Daniels). Tijdens de daaropvolgende bezetting ging een aantal leden van de S.S.N. Roland in de illegaliteit. Een aantal van hen sloot zich ook bij het verzet aan. De senaat van het corps nam zitting in de 'Raad van Negen' (in 1943 opgericht). Binnen die raad speelde de senaat van het N.S.C. een actieve rol. Ook S.S.N. Roland zag zich, naarmate de oorlog vorderde, steeds meer genoodzaakt in de schemer te opereren. De groentijd werd mager, vanwege de lage aantallen nieuwe inschrijvingen aan de Katholieke Universiteit en ook de luxe die men gewend was verdween snel, al dan niet ook richting de burgerbevolking.
Net als alle andere studentenverenigingen in Nederland werd het Nijmeegsch Studenten Corps tijdens de Tweede Wereldoorlog gedwongen door de bezetter tot het ondertekenen van een verklaring tot het weren van Joodse leden in niet-commerciële verenigingen. De senaat van het N.S.C. weigerde dit en evacueerde dezelfde nacht nog met behulp van een aantal andere leden de belangrijkste eigendommen uit het pand aan de Oranjesingel. Door deze doortastende actie bleven vele artefacten, vaandels en documenten uit handen van de bezetter en zijn ze bewaard voor het nageslacht. De volgende ochtend werd het pand ingevorderd door de nazi's.
Tijdens het bombardement op de Nijmeegse binnenstad van 22 februari 1944 bleef het pand aan de Oranjesingel gespaard. Echter, na de ceremoniële overhandiging door de Canadezen in 1945 bleek het pand als gevolg van de oorlogsomstandigheden en het gebruik door de Wehrmacht en de Canadezen in een deplorabele staat te verkeren. Het studentenleven hernam zijn gang, maar de klap was groot. Een 'Zuiveringscommissie' ging na goedkeuring van de lokale autoriteiten aan het werk. Veel disputen hadden de oorlog niet overleefd en het zwaar beschadigde en verloederde pand aan de Oranjesingel drukte zeer zwaar op de begroting.

### Heropbouw
Na de bevrijding werd ook met de (her)opbouw van Sociëteit Roland begonnen. Dit leidde tot een explosieve groei van het studentenleven. Dit werd nog verder versterkt door de uitbreiding van de universiteit in 1951 met de medische faculteit. Er werd gestreefd naar een eigen sociëteitsgebouw dat uiteindelijk in de te herbouwen Commanderie van Sint Jan zou moeten worden gevestigd. Alle leden leverden daartoe midden jaren zestig eenmalig een forse extra financiële bijdrage. In de tussentijd werd gebruikgemaakt van diverse tijdelijke locaties, die meer of minder representatief waren, maar de Commanderie zou nooit de vestiging worden. Na de herbouw daarvan kreeg dat gebouw een museale bestemming.
Na de oorlog hervatte men de pogingen voor het N.S.C. erkenning te verkrijgen van de A.S.V.. Hiertoe werd in 1947 de Nijmeegse Studenten Roeivereniging Phocas opgericht. De drijvende kracht hierachter was pater (père) Van Ogtrop die als moderator van de N.S.C. en uit zijn tijd bij de Amsterdamsche Studenten Roeivereniging Nereus vele goede contacten had. Hij verzorgde de eerste boten en attendeerde de roeiverenigingen op deze nieuwe studentenroeivereniging. Bij de verschillende bezoeken werd duidelijk dat de vereniging een professionele instelling had en al snel werd de nieuwe roeivereniging uitgenodigd voor de belangrijke roeievenementen. Eind jaren zestig ging Phocas, na het uiteenvallen van het N.S.C., verder als zelfstandige vereniging. Vanwege haar geschiedenis als oudste niet-corporale roeivereniging van Nederland hangt Phocas' vlag op wedstrijden nog altijd op de 8e mast, na de vlaggen van de 7 corporale roeiverenigingen.

### Roerige jaren vijftig en zestig
De universiteit breidde in de jaren vijftig het aantal studies uit, met als gevolg dat de studentenbevolking gestaag groeide. Al snel ontstond bij sommige studenten onvrede over de centrale rol van het N.S.C. binnen de studentengemeenschap. Ook was er onvrede over de betalingen die bij het verplichte corpslidmaatschap hoorden, terwijl sommige studenten überhaupt nergens lid van wilden worden. Verder nam de landelijke aversie tegen ontgroenen toe, zo ook in Nijmegen. In 1952 besloot de Senaat van het N.S.C. dan ook tot het afschaffen van de ontgroening, en werd de term "Eigen Introductie" geïntroduceerd. Dit is een verwijzing naar de Open Introductie die de vereniging sinds jaar en dag samen met de universiteit organiseerde voor alle aankomende studenten.
Door de grote hoeveelheid verenigingen die het N.S.C. onder zich had raakte het meer en meer verlamd en kon het zich minder concentreren op zaken zoals exploitatie van de eigen sociëteit, banden met het 'buitenland' en de banden met de universiteit. Deze constructie leidde dan ook tot onbegrip in het 'buitenland'. Het was niet duidelijk wie het corps vertegenwoordigde; de Senaat van het N.S.C. of het Bestuur van de S.S.N. Roland, de grootste studentensociëteit die zich overal in den lande als vertegenwoordiger van de Nijmeegse heren studenten manifesteerde. Medio jaren vijftig exploiteerde het N.S.C. direct of indirect meer dan zeven sociëteiten, waaronder die van de S.S.N. Roland, de N.C.S.V. Diogenes, de N.V.S.V. Dynamene en de Meisjesclub. Verder stuurde het N.S.C. meer dan 40 sport-, facultaire en studentenverenigingen aan en verzorgde het de contributie en administratie van enkele duizenden Nijmeegse Studenten. Dit was een zware last die heeft bijgedragen tot de ondergang van het complexe N.S.C. als studentenorganisatie.

### Einde van het N.S.C.
De eerste scheuren in het Corps ontstonden door de afschaffing van het 'corpstientje'. De niet-leden (meestal nihilisten genoemd) weigerden geld te geven aan het Corps, omdat zij er geen affiniteit mee hadden. Het N.S.C. werd definitief opgebroken met de erkenning van drie afzonderlijke disputen. Deze stonden buiten het Corps en kenden meestal nog wel dubbel lidmaatschap van de S.S.N. Roland en de Meisjesclub. Zo begon langzaam de terugtrekking van het Corps uit zijn rol in het studentenleven, al zou de organisatie nog tot eind jaren zestig bestaan. Begin jaren zestig begonnen de plannen voor een nieuwe sociëteit van haar grootste vereniging de S.S.N. Roland vaste vormen aan te nemen. Het N.S.C. zelf exploiteerde geen sociëteit meer, dit was geheel overgenomen door de S.S.N. Roland.
Het feit dat alle studenten verplicht en automatisch lid werden van het N.S.C. heeft ertoe geleid dat het N.S.C. van binnenuit werd bedreigd in haar oorspronkelijke vorm. Omdat het N.S.C. zo groot was dat er geen binding meer was tussen het N.S.C. zelf en de talloze verenigingen en sociëteiten, in combinatie met de steeds meer puur administratieve taak die het Corps kreeg opgelegd, werd het steeds moeilijker om studenten een thuis te bieden. Dit heeft het Corps haar oorspronkelijke identiteit doen verliezen. De studentenpopulatie die toenam en ook linkser werd in de jaren zestig, veranderde uiteindelijk ook de kleur en het karakter van het N.S.C. Alle studenten waren lid en hadden via de corpsvergadering (ledenvergadering van het N.S.C.) dus ook zeggenschap over de koers van het N.S.C. De landelijke Studentenvakbeweging (SVB), een Nijmeegs initiatief uit 1963, met als Nijmeegse afdeling de Unie van Studenten te Nijmegen (USN), maakte in 1965-1966 een einde aan het bestaan van het N.S.C. als belangenbehartigend orgaan voor alle studenten. In het senaatsjaar 1965-1966 werd de naam van het Nijmeegsch Studenten Corps omgevormd tot Unie van Studenten te Nijmegen, een soort studentenvakbond, en verwerd het N.S.C. voorgoed geschiedenis.
De USN is eind jaren zeventig een stille dood gestorven. Begin jaren tachtig kregen de vakbondsactiviteiten een doorstart in AKKU. Tot eind jaren tachtig is de USN als economisch eigenaar van het pand Oranjesingel 42 als stichting blijven functioneren, maar uiteindelijk is het pand overgenomen door de Stichting Eigen gebouwen van de Universiteit, en nadat O42 in 2000 grotendeels opging in LUX, in gebruik genomen door andere studentenverenigingen en in 2006 uiteindelijk verkocht.
De oorspronkelijke Nijmeegse Student Sport Commissie (NSCC) vond een voortzetting in de Nijmeegse Studenten Sport Raad.

### Fusie
De overgebleven studentenverenigingen die ooit min of meer onder de vleugels van het N.S.C. waren ontstaan hadden het ook moeilijker gekregen. De roerige jaren zestig maakten een einde aan de collectieve correctheid. Dat betekende dat de jacquets uitgingen en de T-shirts aan; de brogue werd een sandaal en "weledelgeboren heer" werd "kameraad". De S.S.N. Roland en de S.V.N. 'de Meisjesclub' bleven dit alles met onbegrip en afschuw bekijken. Naast tal van andere gebruiken hoorden zekere kledingmaatstaven bij hen tot de onaantastbare mores. Zij wensten niet met algemene vervlakking of modegrillen mee te gaan en waren ervan overtuigd onaangeroerd te kunnen blijven door de veranderende tijdgeest.
Deze ommekeer betekende echter een forse daling in het aantal leden voor zowel de mannen als de vrouwen. Begin jaren zestig telde Roland nog zo'n 1400 mannen, maar eind jaren zestig waren dit er nog geen 300. Om te kunnen overleven bleek een fusie onvermijdelijk. Na mislukte fusiebesprekingen tussen de C.S.N. Telemachus en de S.S.N. Roland, teneinde een uitnodiging tot bespreking te krijgen voor een erkenning van de A.S.V., ging in 1972 de kogel door de kerk. Op 26 april kwam een fusie tot stand tussen de S.S.N. Roland en de S.V.N. Meisjesclub. Hierdoor ontstond de Algemene Nijmeegse Studentenvereniging. Echter na vele verwarringen en negatieve reacties van de studentencorpora, zusterverenigingen, de reünisten van het Nijmeegsch Studenten Corps en de Universiteit werd in januari 1973 besloten de Vereniging om te dopen tot N.S.V. Carolus Magnus, daarmee teruggrijpend op het roemruchte verleden van het N.S.C. Als dies werd echter de oprichtingsdatum van de S.S.N. Roland 1 februari in 1928 aangehouden.

### Erkenning
De Nijmeegse Studentenvereniging Carolus Magnus ziet zichzelf als rechtsopvolger van het Nijmeegsch Studenten Corps Carolus Magnus. Dit is echter niet helemaal in lijn met hetgeen is geschied, want het N.S.C. was eind jaren zestig al omgevormd tot studentenvakbond. Een uitnodiging van de Algemene Senaten Vergadering (ASV) aan de S.S.N. Roland om, na fusie met het C.S.N. Telemachus, besprekingen te beginnen tot erkenning door de A.S.V. liep op niets uit omdat de S.S.N. Roland en C.S.N. Telemachus zichzelf verwikkeld zagen in een strijd om de anciënniteit tussen de afzonderlijke disputen, onderdeel van de twee verenigingen. Na een jaar geduld trok de A.S.V. de uitnodiging weer in.

### Allerheiligenconvent

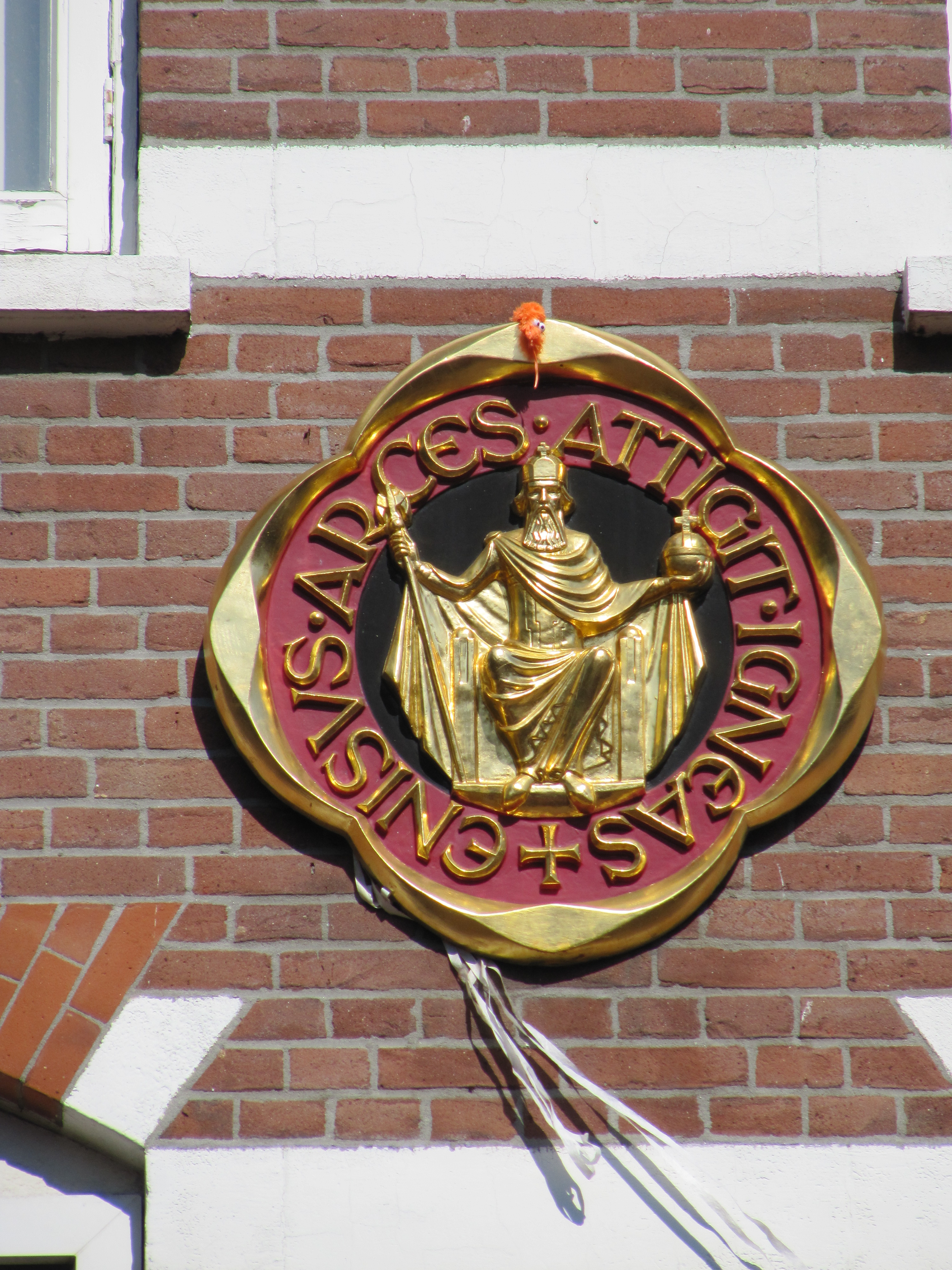
Corpsschild van Carolus Magnus op de gevel van Molenstraat 110 in Nijmegen

Enige tijd bleven er contacten tussen de studentencorpora en de nieuwe N.S.V. Carolus Magnus. Echter door het verschillend karakter tussen enerzijds de katholieke achtergrond van Carolus Magnus en anderzijds de niet-confessionele achtergrond van de A.S.V. verdween ook dit laatste contact. Kort daarop (1973) trad de N.S.V. Carolus Magnus toe tot het Aller Heiligen Convent. Dit betekende de definitieve afsluiting van de corporale geschiedenis in Nijmegen. De nieuwe 'katholieke' richting bracht Carolus Magnus eindelijk in contact met zusterverenigingen. Reeds in 1981 werd echter het predicaat 'katholiek' uit de statuten verwijderd en het confessionele gehalte is niet meer dan een achtergrond.
Tegenwoordig herinneren slechts nog het oude corpsschild in de sociëteitszaal van de Nijmeegse Studentenvereniging Carolus Magnus en eenzelfde schild in de Molenstraat 110 aan de aspiraties en de geschiedenis van het N.S.C. in Nijmegen.

### Nieuwe verenigingen
Lange tijd waren de S.S.N. Roland/S.V.N. de Meisjesclub en later de N.S.V. Carolus Magnus dominerend in het Nijmeegse studentenleven, door het monopolie dat zij bezaten. In 1957 werd echter Diogenes opgericht als 'nihilistisch' tegenwicht. Deze niet-traditionele, meer progressieve en culturele studentenvereniging had succes, maar ging in 2005 failliet. Een derde stroming was C.S.N. Telemachus (1960-1970), die het midden hield tussen Roland en Diogenes. Telemachus kon zich echter ook niet handhaven en nadat een 'verzoening' met (gedroomd opgaan in) Roland mislukte, hield Telemachus op te bestaan. Vanaf eind jaren zestig verloor Carolus Magnus zelf ook veel leden en tal van disputen, maar overleefde. Sinds 1990 is de N.S.V. Ovum Novum haar voornaamste tegenstrever; men sloot echter de handen ineen en richtte met de al bestaande studentensportverenigingen N.S.R.V. Phocas en N.S.Z.V. De Loefbijter en disputenfederatie N.D.F. Argus het Bestuurlijk Overleg Studentenverenigingen Nijmegen (BOS) op in 1991. In de jaren 80 en 90 was Carolus Magnus gevestigd in de Bijleveldsingel 26 te Nijmegen, een pand dat eigendom was van de Stichting Eigen Gebouwen van de Nijmeegse Universiteit. De activiteiten aldaar gingen gepaard met diverse vormen van overlast voor de woonbuurt. Die overlast, gecombineerd met de overlast van het nabij gelegen aan Carolus Magnus gelieerde dispuut Durendal aan de Staringstraat, leidde dan ook protestacties van de bewoners tegen de aanwezigheid van Carolus Magnus in het pand. Dat leidde uiteindelijk tot het vertrek van de vereniging naar de Canisiussingel. Sinds 1996 zitten Carolus Magnus en Ovum Novum naast elkaar in hetzelfde gebouw aan de Hertogstraat/Sint Canisiussingel (sociëteit 'De Kroeg'/'De Kelder'). De betrekkingen zijn doorgaans goed en conflicten beperken zich tot incidenten. Daarnaast is in 2004 de A.S.V. Karpe Noktem opgericht, die haar fraaie, literaire naam ontleent aan een voormalig dispuut der S.S.N. Roland (zie onder), maar geenszins als een voortzetting daarvan gezien mag worden, omdat zij een ander deel van de studenten aanspreekt. Inmiddels is zij wel bij het BOS aangesloten. Voorts zijn er kleine christelijke studentengezelligheidsverenigingen bijgekomen (NSN, Ichthus, VGSN), maar omdat deze zich voornamelijk richten op de protestants-christelijke studenten vormen ook zij geen rechtstreekse concurrentie voor Carolus. Daarmee is dit zijn vroegere positie weliswaar kwijt, maar het is nog steeds de grootste Nijmeegse studentengezelligheidsvereniging.

## Disputen en jaarclubs
De leden zijn verenigd in disputen en jaarclubs. De N.S.V. Carolus Magnus kent 17 disputen waarvan geen enkele gemengd. Het oudste dispuut is opgericht in 1925 en het jongst levende in 2022. Zij borrelen op dinsdag, woensdag en donderdag, waarna ze op de Sociëteit verdergaan. De maandag is jaarclubavond. Op woensdag worden culturele activiteiten ontplooid als films, lezingen of debatten.
Carolus Magnus kent de volgende disputen (met jaar van oprichting):
- DispuutGezelschap H.O.E.K. (31-3-1925, oudste herendispuut)
- Kroegdispuut de Tempeliers (26-5-1925)
- Corpsdispuut ter Sociëteit De Gong (1927)
- Dispuut A.V.I.S.(1928)
- Meisjesdispuut F.I.E.R.A. (1935, oudste meisjesdispuut)
- Dispuut Durendal (1936)
- Dispuut W.I.N.G. (1945)
- Dispuut Widukind (1945, tussen 1984 en 2009 bij de NDF Argus)
- Dispuut Elegast (1945)
- Dispuut Olifant (1946)
- Meisjesdispuut Nausikaä (1947)
- Dispuut Baldr (1957, jongste nog bestaande herendispuut)
- Meisjesdispuut D.I.A.N.A. (1964)
- Dispuut Circe (1971)
- Dispuut S.A.G.A. (1976)
- Dispuut M.A.R.I.K.E.N. (1978)
- Dispuut Eileithyia (2014)
- Dispuut Gaia (2022)

### Historie uitgelicht
- Corpsdispuut ter Sociëteit De Gong is een bekend Nijmeegs literair-cultureel dispuut, dat bekende Nederlanders 'voortbracht' als oud-premier Jo Cals, schrijver Godfried Bomans en professor Han Fortmann (1912-1970), hoogleraar Cultuur- en Godsdienstpsychologie in Nijmegen. Dispuut De Gong is opgericht in het jaar 1927 en behoort daarmee tot de oudste disputen van Nijmegen.

- Dispuut De Kabeljauwschen. Literair-cultureel dispuut op de smalle linkervleugel van de Sociëteit, van 1949-1968 ter sociëteit aanwezig, van dan af bloeiend als reünistenvereniging.[8] De aard van het dispuut kan enigermate aangegeven worden met het gegeven dat er tien hoogleraren uit voort zijn gekomen (te weten twee classici, twee medici, twee wiskundigen, één anglist, één neerlandicus, één psycholoog en één socioloog). Tal van andere leden zijn voorts gepromoveerd, soms wel op gevorderde leeftijd (twee leden nog in de 21ste eeuw!). In maart 2012 verscheen een bijna 300 pagina's tellend boekwerk dat de geschiedenis van dit bijzondere dispuut beschrijft.[9]

- Andere voormalige sociëteitsdisputen uit de periode van de grootste bloei (de jaren vijftig en zestig) waren: 'de Cardinalen', 'EST', 'het G.I.L.D.E.', 'het Gulden Vlies', 'de Hamer', 'Karpe Noktem', 'Oase', 'Olivier' (na 1962 bij NDF Argus), 'Omphalos', 'Parcival', 'de Sinjoren', 'de Toorts', 'Walewein', 'Veillantif', 'de Vijzel' en het spoordispuut 'de Rafaëlisten'.

## Bekende oud-leden

### Tijdens het N.S.C. (vóór 1966)
- Dries van Agt - oud-minister-president
- Jan-Willem Bertens - oud-ambassadeur voor Midden-Amerika, voormalig Europarlementariër voor D66
- Godfried Bomans - schrijver
- Ernst von Bönninghausen - jurist en NSB-burgemeester van Hilversum en Tubbergen
- Jo Cals - oud-minister-president en minister van Staat
- Willibrord Davids - oud-president van de Hoge Raad der Nederlanden
- Wim van der Grinten - rechtsgeleerde en KVP-politicus
- Frank Houben - voormalig commissaris van de Koningin te Noord-Brabant
- Jozef van Hövell van Wezeveld en Westerflier - verzetsstrijder
- Hans van Mierlo - minister van Staat, oprichter D66
- Charles Moons - president van de Hoge Raad der Nederlanden, voorzitter commissie-Moons (Herijking Wetboek van Strafvordering)
- Max Moszkowicz sr. - advocaat
- Frans Albers Pistorius - burgemeester van Houten
- Frans Schols - burgemeester o.a. van Den Haag
- Jacques Schraven - oud-president-directeur van Shell, oud-voorzitter NCO-NCW
- Fons van der Stee - minister van financiën
- A.V.M. Struycken, hoogleraar internationaal privaatrecht
- Gerard Stubenrouch - oud-staatssecretaris van onderwijs
- Frans-Joseph van Thiel - oud-voorzitter van de Tweede Kamer der Staten-Generaal
- Michel van Thiel - o.a. burgemeester van Wijchen
- Berend-Jan van Voorst tot Voorst - voormalig Gouverneur van de Koningin te Limburg

### Transitieperiode (1966-1973)
- Geert Corstens - voormalig president van de Hoge Raad der Nederlanden
- Reinildis van Ditzhuyzen - schrijver, etiquette-expert
- Loek Hermans - oud-minister van OCW en voormalig commissaris van de Koningin te Friesland
- Constantijn Kortmann - staatsrechtgeleerde, lid Koninklijke Nederlandse Akademie van Wetenschappen
- Wilbert Stolte - rijksvertegenwoordiger voor Caribisch Nederland

### Tijdens de N.S.V. (sinds 1973)
- Liesbeth Bloemen - burgemeester van Zoeterwoude
- Thom de Graaf - vicepresident van de Raad van State, oud-lid van de Eerste Kamer, oud-minister, oud-burgemeester van Nijmegen
- Laurens Dassen - fractievoorzitter van Volt Nederland in de Tweede Kamer